# جائزة اليابان الكبرى 1990
جائزة اليابان الكبرى 1990 هو سباق فورمولا 1 أقيم بتاريخ 21 أكتوبر 1990 في ميه، اليابان. كان الخامس عشر من أصل 16 في بطولة العالم لسباقات الفورمولا واحد موسم 1990. حلّ البرازيلي نيلسون بيكيه أولا بينما جاء البرازيلي روبرتو مورينو في المركز الثاني.